# صموئيل إليوت موريسون
صموئيل إليوت موريسون (بالإنجليزية: Samuel Morison)‏ هو مؤرخ وكاتب ومؤرخ عسكري وبروفيسور ومؤلف وضابط أمريكي، ولد في 9 يوليو 1887 في بوسطن في الولايات المتحدة، وتوفي بنفس المكان في 15 مايو 1976 بسبب سكتة.

## وصلات خارجية
- صموئيل إليوت موريسون على موقع الموسوعة البريطانية (الإنجليزية)
- صموئيل إليوت موريسون على موقع مونزينجر (الألمانية)
- صموئيل إليوت موريسون على موقع إن إن دي بي (الإنجليزية)